# Ingibjörg H. Bjarnason
Ingibjörg H. Bjarnason (14 tháng 12 năm 1867–30 tháng 10 năm 1941) là một chính trị gia, nhà đấu tranh cho quyền bầu cử phụ nữ, giáo viên và vận động viên thể dục dụng cụ người Iceland. Bà là người phụ nữ đầu tiên trở thành thành viên của Althing, quốc hội Iceland.

## Đầu đời và giáo dục
Ingibjörg chào đời ở Thingeyri, Iceland vào năm 1867. Bà là một trong năm người con của cặp vợ chồng Hakon Bjarnason và Johanna Kristin Þorleifsdóttir. Khi còn là một thiếu nữ, Ingibjörg chuyển đến Kvennaskólinn sau khi cha qua đời và theo học tại Kvennaskólinn (Trường Cao đẳng dành cho nữ sinh ở Reykjavík). Bà tốt nghiệp đại học năm 1882 và chuyển đến Đan Mạch để học về thể dục dụng cụ. Bà là người Iceland đầu tiên học ngành này. Năm 1893, Ingibjörg quay trở lại Kvennaskólinn để giảng dạy bộ môn thể dục tại một trường học dành cho trẻ em. Mười năm sau, bà trở lại trường Cao đẳng nữ sinh Reykjavík với tư cách là một giáo viên. Bà trở thành hiệu trưởng vào năm 1906 và giữ vị trí này trong suốt 35 năm cho đến khi qua đời.

## Sự nghiệp chính trị
Năm 1894, Ingibjörg lần đầu tiên tham gia vào phong trào quyền bầu cử của phụ nữ ở Iceland. Năm 1915, khi phụ nữ Iceland có được quyền bầu cử, Ingibjörg được một tổ chức của phụ nữ chọn lựa để phát biểu trước quốc hội trong một bài phát biểu ăn mừng. Để kỷ niệm chiến thắng của những người đấu tranh cho quyền phụ nữ, Ingibjörg được bầu làm người đứng đầu ủy ban gây quỹ xây dựng bệnh viện, Landspítali (Bệnh viện Đại học Quốc gia Iceland). Bà sau đó lãnh đạo Hội Phụ nữ Iceland, tiền thân của đảng chính trị Kvennalistinn. Đến năm 1922, Ingibjörg được bầu vào Althing, quốc hội Iceland. Điều này gián tiếp biến bà trở thành người phụ nữ đầu tiên có một ghế trong quốc hội nước này. Ban đầu, bà hoạt động như một thành viên độc lập, nhưng năm 1924, bà gia nhập Đảng Bảo thủ và là thành viên đảng này cho đến năm 1927. Trong sự nghiệp chính trị của mình, Ingibjörg dành phần lớn thời gian thúc đẩy quyền của phụ nữ và trẻ em, mặc dù bà không bao giờ kết hôn hoặc có con.

## Rời khỏi chính trường
Sau khi rời khỏi chính trường, Ingibjörg vẫn hoạt động trong phong trào giải phóng phụ nữ Iceland. Năm 1930, bà trở thành chủ tịch sáng lập của tổ chức phụ nữ Kvenfélagasambands Íslands. Tuy nhiên, bà vấp phải sự chỉ trích từ một số phụ nữ vì mối liên hệ của bà với Đảng Bảo thủ, vì các động cơ như hỗ trợ thành lập một số trường dạy nội trợ cũng như cho rằng phụ nữ Iceland đã đạt được sự bình đẳng hoàn toàn khi họ nhận được quyền bầu cử vào năm 1915. Ingibjörg cũng phục vụ trong ủy ban Landsbanki từ 1928 đến 1932, và là thành viên của Hội đồng Giáo dục Iceland từ 1928 đến 1934. Bà mất vào tháng 10 năm 1941.

## Di sản
Vào tháng 11 năm 2011, 70 năm sau cái chết của Ingibjörg, Hội đồng thành phố Reykjavík đã tổ chức một cuộc bỏ phiếu nhằm thông qua việc xây dựng một đài tưởng niệm vĩnh cửu ở thành phố này để vinh danh bà. Một lễ kỷ niệm cũng được tổ chức vào tháng 7 năm 2012 để kỷ niệm 90 năm ngày bà được bầu cử vào quốc hội Iceland.